# Liar (Fernsehserie)
Liar (Englisch für Lügner) ist eine Fernsehserie, die im Auftrag der Sender ITV und SundanceTV als britisch-US-amerikanische Koproduktion entstand. Sie wurde von den britischen Brüdern Harry und Jack Williams und deren Produktionsfirma Two Brothers Pictures verantwortet, die zuvor bereits an der ebenfalls in Koproduktion entstandenen Serie The Missing beteiligt waren. Die Serie endet nach zwei Staffeln und zwölf Folgen.
Die komplette erste Staffel steht auf Deutsch seit 21. Februar 2018 online bei TVNOW zur Verfügung, während die deutsche Free-TV-Ausstrahlung seit 14. März 2018 bei VOX erfolgt.

## Inhalt
Die Serie folgt Laura Nielson und Andrew Earlham, deren anfängliche Anziehungskraft füreinander zu einem Date führt, dessen Ablauf weitreichende Konsequenzen für beide, wie auch für ihre Freunde und Familien hat, da Geheimnisse und Lügen offenbart werden.

## Besetzung
- Joanne Froggatt als Laura Nielson (Staffel 1–2)
- Ioan Gruffudd als Andrew Earlham (Staffel 1–2)
- Zoë Tapper als Katy Sutcliffe (Staffel 1–2)
- Warren Brown als PC Tom Bailey (Staffel 1–2)
- Richie Campbell als Liam Sutcliffe (Staffel 1–2)
- Jamie Flatters als Luke Earlham  (Staffel 1–2)
- Shelley Conn als DI Vanessa Harmon (Staffel 1–2)
- Danny Webb als DS Rory Maxwell (Staffel 1–2)
- Eileen Davies als  Sylvia (Staffel 1)
- Jill Halfpenny als Jennifer Robertson (Staffel 1–2)
- Kieran Bew als Ian Davis (Staffel 1–2)
- Dawn Steele als Catherine McAula (Staffel 1–2)
- Katherine Kelly als DI Karen Renton (Staffel 2)
- Sam Spruell als Oliver Graham  (Staffel 2)
- Amy Nuttall als Winnie Peterson  (Staffel 2)
- Howard Charles als Carl Peterson    (Staffel 2)
- Dermot Crowley als Henry Neilson  (Staffel 2)
- Jack Colgrave Hirst Als Greg Maxwell (Staffel 2)
- Lucy Speed als Beraterin (Staffel 2)
- Michael Wildman als DI Michael McCoy (Staffel 2)
- Jenny Galloway als Hotelrezeptionistin im Marina Inn (Staffel 2)

## Trivia
Bei der Ausstrahlung der Serie kam es zu einem Novum im britischen Fernsehen. Zeitgleich zur Ausstrahlung von Liar bei ITV erfolgte auf BBC One die Ausstrahlung der Serie Rellik, die ebenfalls von Harry und Jack Williams erdacht und produziert wurde. So kam es erstmals dazu, dass zwei Produktionen aus gleichem Hause in direkter Konkurrenz zueinander ausgestrahlt wurden.